# Sótony
Sótony es un pueblo ubicado en el distrito de Sárvár, en el condado de Vas, Hungría.

## Superficie
Posee una superficie de 14,93 kilómetros cuadrados.

## Demografía
Hasta 2019 la población era de 636 habitantes, con una densidad de población de 42,60 habitantes por kilómetro cuadrado.